# Этвелл, Лестер
Лестер Этвелл (англ. Lester Atwell, 31 июля 1908, Бруклин, Нью-Йорк — 30 апреля 2001, Кэри) — американский писатель, автор рассказов и ветеран из Бруклина. Его наиболее известные работы включают «Частное», «Любовь не за горами» и «Жизнь с её печалью, жизнь с её слезами».

## Военная служба
В возрасте 34 лет Этвелл был призван в армию для участия во Второй мировой войне. В качестве пехотинца 87-й пехотной дивизии он активно воевал на европейском театре военных действий и сражался в Арденнах в Арденнской битве.

## Творчество
Книга Этвелла «Рядовой» 1958 года служит его личным военным дневником и рассказывает о его службе во Второй мировой войне. Работа была описана как «настолько полное и точное изображение людей, находящихся в бою и ожидающих боя, насколько это возможно». Работа заняла второе место на премии Национального круга книжных критиков в 1959 году в категории документальной литературы.
«Любовь за углом» Этвелла легла в основу бродвейского мюзикла «Флора — красная угроза». Его третья книга «Жизнь с её печалью, жизнь с её слезами» была опубликована в 1971 году, а его рассказы появились в таких изданиях, как The Saturday Evening Post и Collier’s. 
Его последний роман «Другая милая чародейка» был написан в возрасте 82 лет.

## Смерть
Этвелл умер естественной смертью в возрасте 92 лет в Кэри, штат Северная Каролина.